# Stadtbahn Rhein-Ruhr

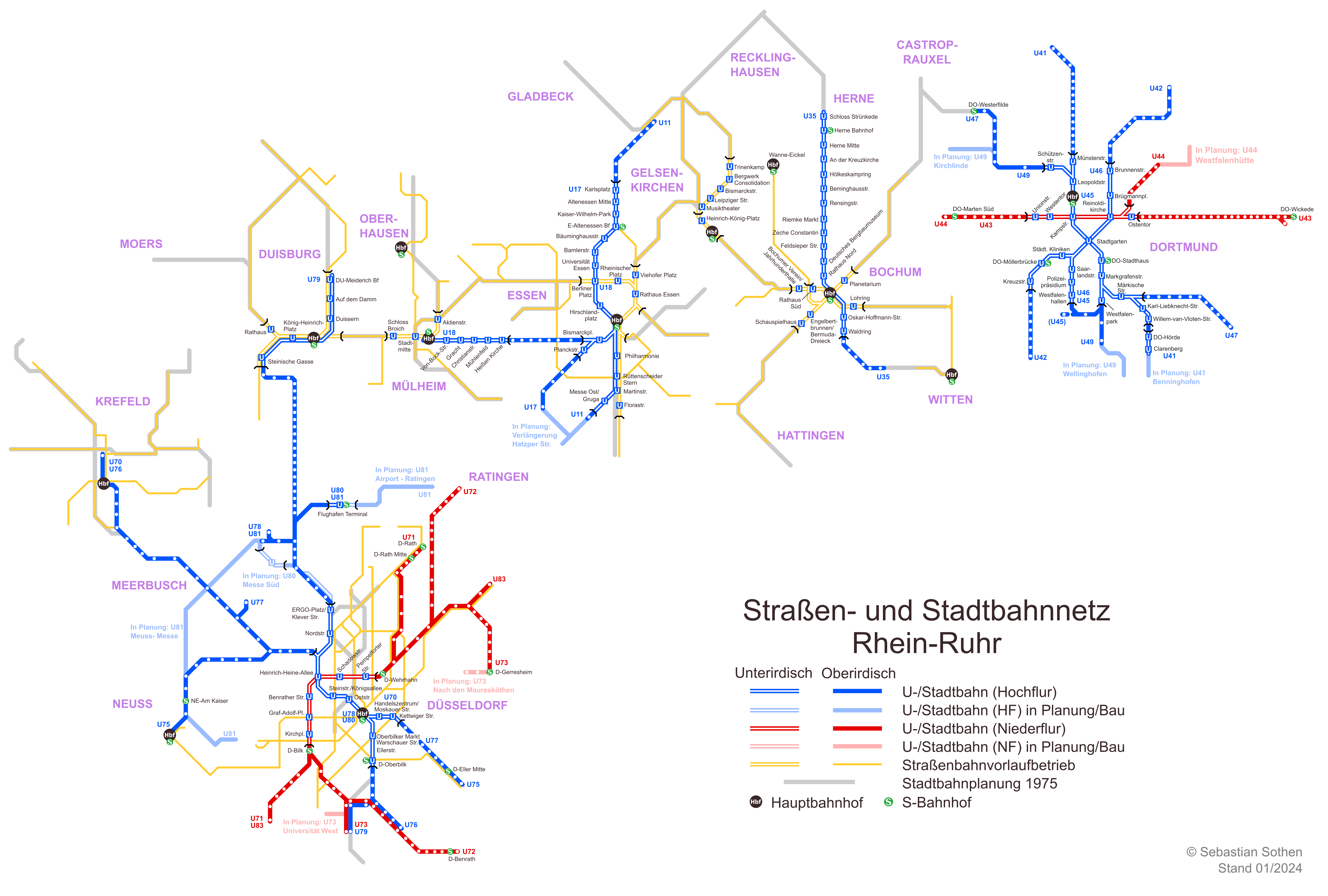
Netzplan mit den Stadtbahnstrecken

Zur Stadtbahn Rhein-Ruhr gehören die Stadtbahn-Linien im Gebiet des Verkehrsverbundes Rhein-Ruhr (VRR).

## Strecken der Stadtbahn Rhein-Ruhr
| Datum              | Eröffnung                                                                        | Bemerkung                                                                           |
| ------------------ | -------------------------------------------------------------------------------- | ----------------------------------------------------------------------------------- |
| 5. Oktober 1967    | Essen Saalbau                                                                    | U-Straßenbahn-Station, Umbau 1984 (Meterspur)                                       |
| 3. November 1972   | Bochum Klinikum – Hustadt                                                        | Straßenbahnvorlauf bis 1994, nicht im Tunnel (Meterspur)                            |
| 1974               | Duisburg Neuer Friedhof – Düsseldorf Wittlaer                                    | Modellstrecke, Hoch- u. Tieflage, Straßenbahnvorlauf bis 1981                       |
| 17. Mai 1976       | Dortmund-Kirchderne – Grevel                                                     | Hochlage, Straßenbahnvorlauf (402/406) bis 1992/2002, heute U42                     |
| 28. Mai 1977       | Mülheim-Heißen Kirche – Essen Wiener Platz                                       | Modellstrecke                                                                       |
| 28. Mai 1977       | Essen Saalbau – Porscheplatz                                                     | U-Straßenbahnbetrieb (Meterspur)                                                    |
| 25. Mai 1979       | Bochum Schauspielhaus – Hauptbahnhof                                             | U-Straßenbahnbetrieb (Meterspur)                                                    |
| 3. November 1979   | Mülheim-Heißen Kirche – Mülheim Hauptbahnhof                                     | z. T. nicht im Tunnel                                                               |
| 3. Oktober 1981    | Düsseldorf Rampe Kennedydamm – Rampe Opernhaus (Heinr.-Heine-Allee)              | U-Straßenbahnbetrieb bis 1988, zwei Stationen                                       |
| 27. November 1981  | Essen Bismarckstraße – Rampe Planckstraße                                        | weiter nach Margarethenhöhe                                                         |
| 27. November 1981  | Essen Wiener Platz – Universität/Gesamthochschule                                |                                                                                     |
| 28. November 1981  | Bochum Rampe Ruhrstadion – Bochum Hauptbahnhof                                   | U-Straßenbahnbetrieb (Meterspur)                                                    |
| 27. Mai 1983       | Dortmund Clarenberg – Hörde Bf                                                   | U-Straßenbahnbetrieb (401/406) bis 1984, heute U41                                  |
| 2. Juni 1984       | Dortmund Westfalenpark bzw. Rampe Märkische Str. – Lortzing- bzw. Schützenstraße |                                                                                     |
| 1. September 1984  | Gelsenkirchen Hauptbahnhof – Musiktheater                                        | U-Straßenbahnbetrieb (Meterspur)                                                    |
| 27. Mai 1985       | Mülheim Hauptbahnhof – Aktienstraße                                              | U-Straßenbahnbetrieb (Meterspur)                                                    |
| 27. September 1985 | Essen Porscheplatz – Viehofer Platz                                              | U-Straßenbahnbetrieb (Meterspur)                                                    |
| 31. Mai 1986       | Essen Saalbau – Messe/Gruga bzw. Rampe Florastraße                               | weiter nach Bredeney, Mischbetrieb Meterspur (Straßenbahn) / Normalspur (Stadtbahn) |
| 24. August 1986    | Dortmund Märkische Straße – Willem-van-Vloten-Straße                             | mit Rampe Kohlgartenstraße                                                          |
| 7. Mai 1988        | Düsseldorf Heinrich-Heine-Allee – Düsseldorf Hauptbahnhof                        | viergleisiger Tunnel, vier Stationen, Abriss Rampe Opernhaus                        |
| 6. August 1988     | Düsseldorf Hauptbahnhof – Rampe Stahlwerkstraße                                  | weiter Richtung Oberbilk/Philipshalle (S) bzw. Holthausen                           |
| 6. August 1988     | Düsseldorf Heinrich-Heine-Allee – Rampe Tonhalle                                 | weiter Richtung Oberkassel bzw. Krefeld und Neuss                                   |
| 2. September 1989  | Herne Schloss Strünkede – Bochum Hauptbahnhof                                    |                                                                                     |
| 27. Mai 1990       | Dortmund Westfalenstadion                                                        |                                                                                     |
| 9. November 1991   | Essen Porscheplatz – Berliner Platz                                              | U-Straßenbahn- und Spurbusbetrieb                                                   |
| 11. Juli 1992      | Duisburg Rampe Platanenhof bzw. Rathaus – Duissern (Rampe Rübenstraße)           | viergleisiger Tunnel, z. T. U-Straßenbahnbetrieb (Normalspur)                       |
| 26. September 1992 | Dortmund Stadtgarten – Brunnenstraße                                             |                                                                                     |
| 26. September 1993 | Düsseldorf Hauptbahnhof – Ronsdorfer Straße                                      | weiter bis Eller/Vennhauser Allee, zwei Stationen                                   |
| 27. November 1993  | Bochum Hauptbahnhof – Waldring                                                   | weiter nach Hustadt auf umgespurter Straßenbahnsstrecke                             |
| 28. Mai 1994       | Gelsenkirchen Musiktheater – Ruhrzoo                                             | U-Straßenbahnbetrieb (Meterspur)                                                    |
| 1. Mai 1995        | Dortmund Stadtgarten – Städtische Kliniken                                       |                                                                                     |
| 2. Juni 1996       | Dortmund Stadtgarten – Polizeipräsidium                                          |                                                                                     |
| 24. Mai 1998       | Dortmund Polizeipräsidium – Westfalenhallen                                      |                                                                                     |
| 24. Mai 1998       | Essen Universität/Gesamthochschule – Altenessen Bf                               |                                                                                     |
| 19. September 1998 | Mülheim Schloss Broich – Hauptbahnhof                                            | U-Straßenbahnbetrieb (Meter- u. Normalspur)                                         |
| 23. September 2000 | Duisburg-Duissern – Meiderich Bf                                                 | z. T. U-Straßenbahnbetrieb (Normalspur), Abriss Rampe Rübenstraße                   |
| 30. September 2001 | Essen-Altenessen Bf – Rampe II. Schichtstraße                                    | weiter nach GE-Horst                                                                |
| 15. Juni 2002      | Düsseldorf Hauptbahnhof – Oberbilk/Philipshalle (S)                              | weiter bis Holthausen, drei Stationen, Abriss Rampe Stahlwerkstr.                   |
| 16. Juni 2002      | Dortmund Städtische Kliniken – Kreuzstraße                                       |                                                                                     |
| 20. März 2005      | Dortmund Barop Parkhaus                                                          | Straßenunterführung und Verlegung der Station                                       |
| 27. Januar 2006    | Bochum Bochumer Verein – Lohring, Rathaus – Hauptbahnhof                         | U-Straßenbahnbetrieb (Meterspur)                                                    |
| 27. April 2008     | Dortmund Unionstraße – Ostentor bzw. Rampe Weißenburger Straße                   | Niederflur-Stadtbahn                                                                |
| 24. September 2009 | Düsseldorf Holthausen – Benrath, Betriebshof                                     | Hochflur-Stadtbahn                                                                  |
| 30. August 2010    | Düsseldorf Werstener Dorfstraße – Südpark – Universität Ost / Botanischer Garten | Hochflurstadtbahn                                                                   |
| 20. Februar 2016   | Düsseldorf Wehrhahn – Heinrich-Heine-Allee – Düsseldorf-Bilk                     | (Wehrhahn-Linie), Niederflurstadtbahn                                               |
| 14. November 2016  | Dortmund Tunnelbau zwischen B1 und Marsbruchstraße                               | Hochflurstadtbahn                                                                   |

## Geschichte

Symbol der Stadtbahn

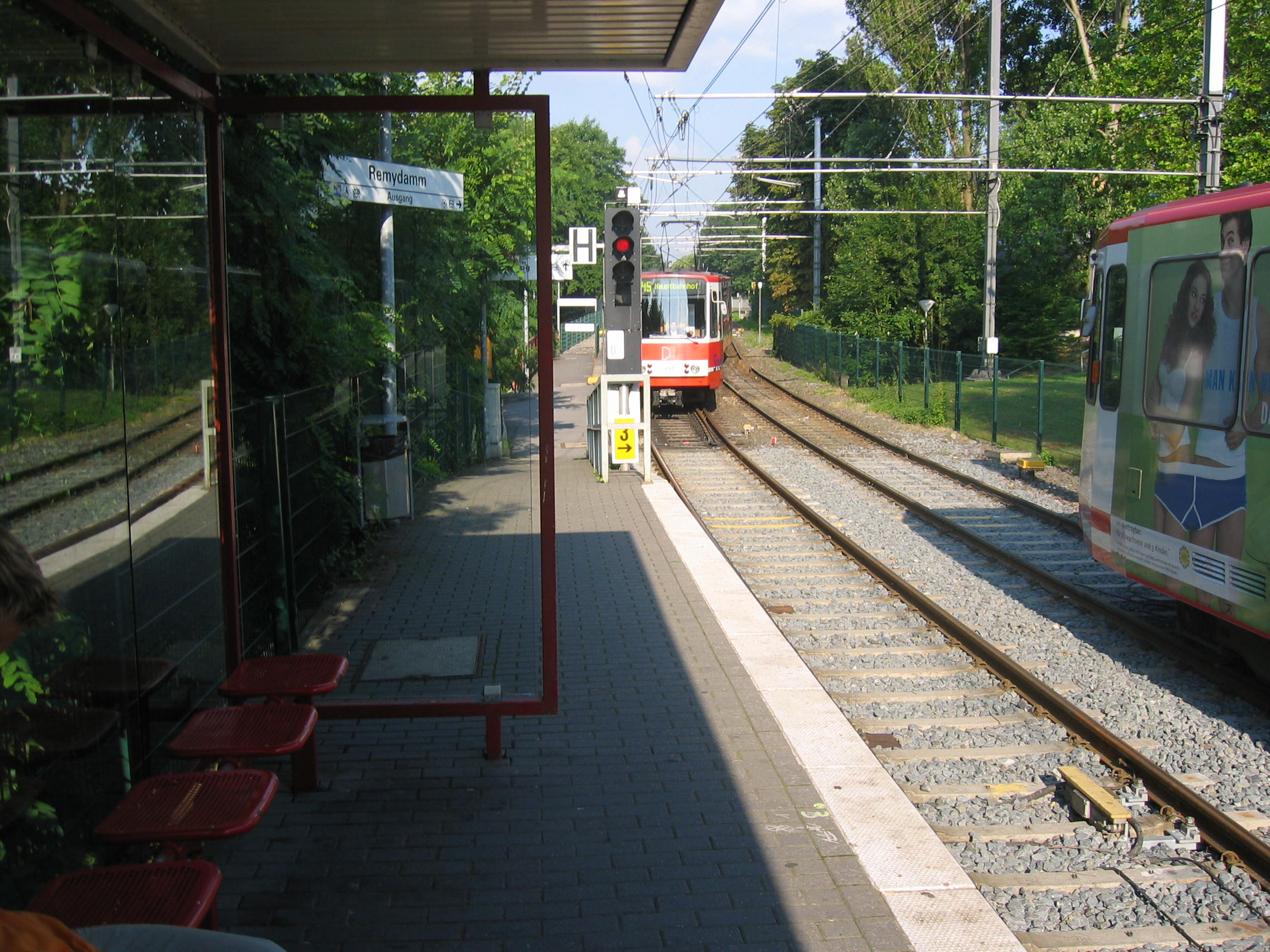
Dortmunder Stadtbahnstrecke am Remydamm

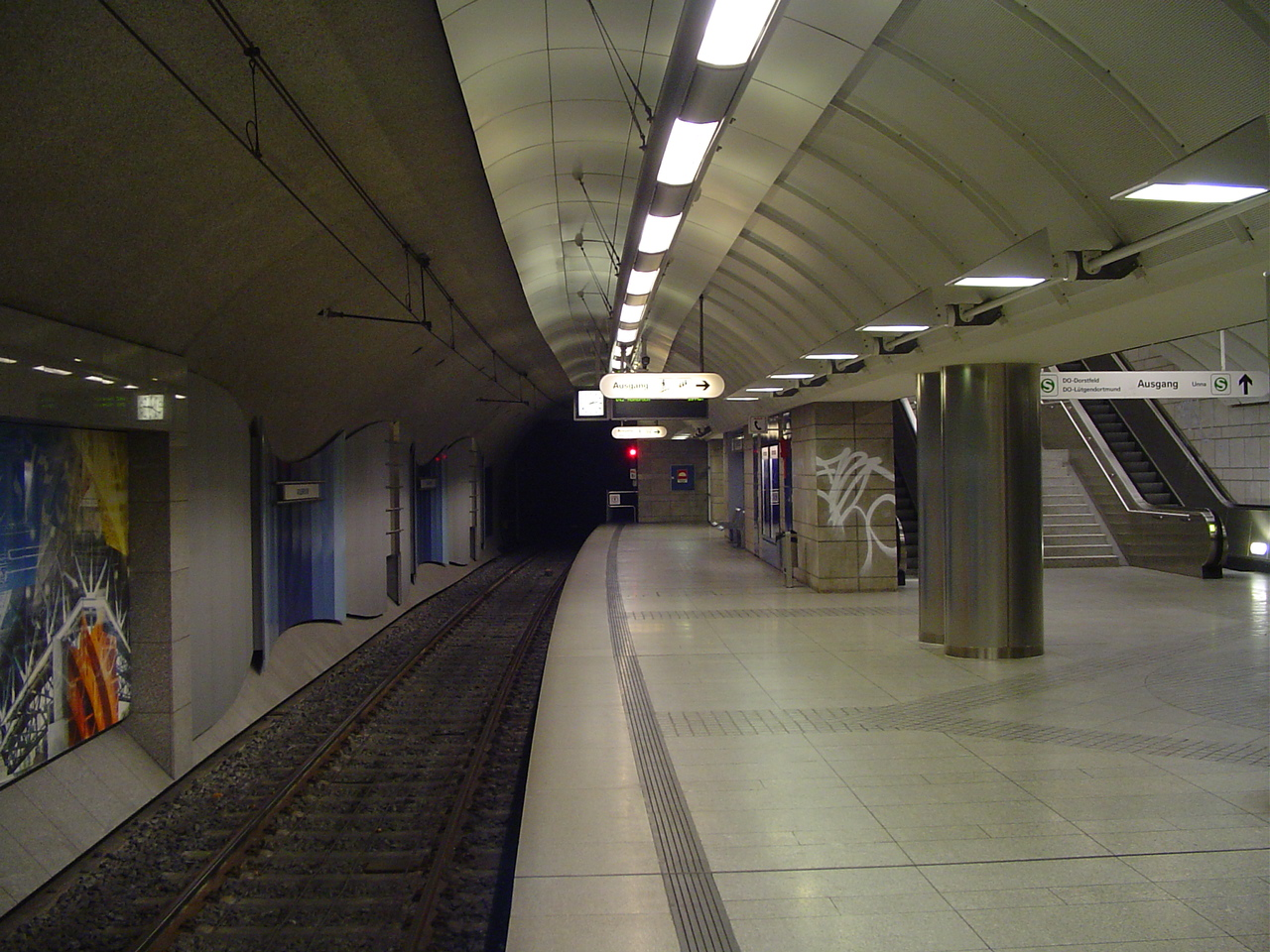
U-Bahn-Station Möllerbrücke in Dortmund

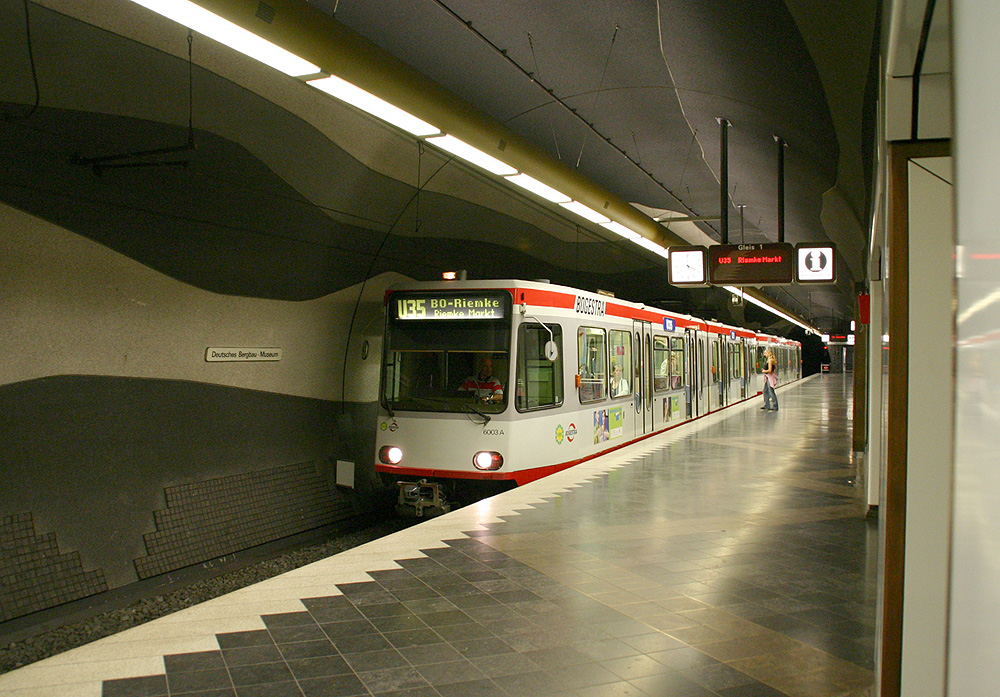
Station „Deutsches Bergbaumuseum“ der U35 in Bochum

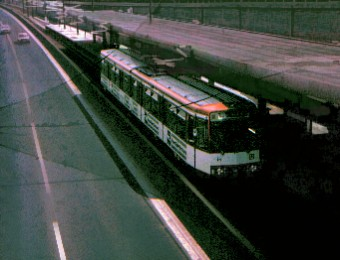
Modellstrecke der Stadtbahn Rhein-Ruhr, U-Bf Hobeisenbrücke in Essen

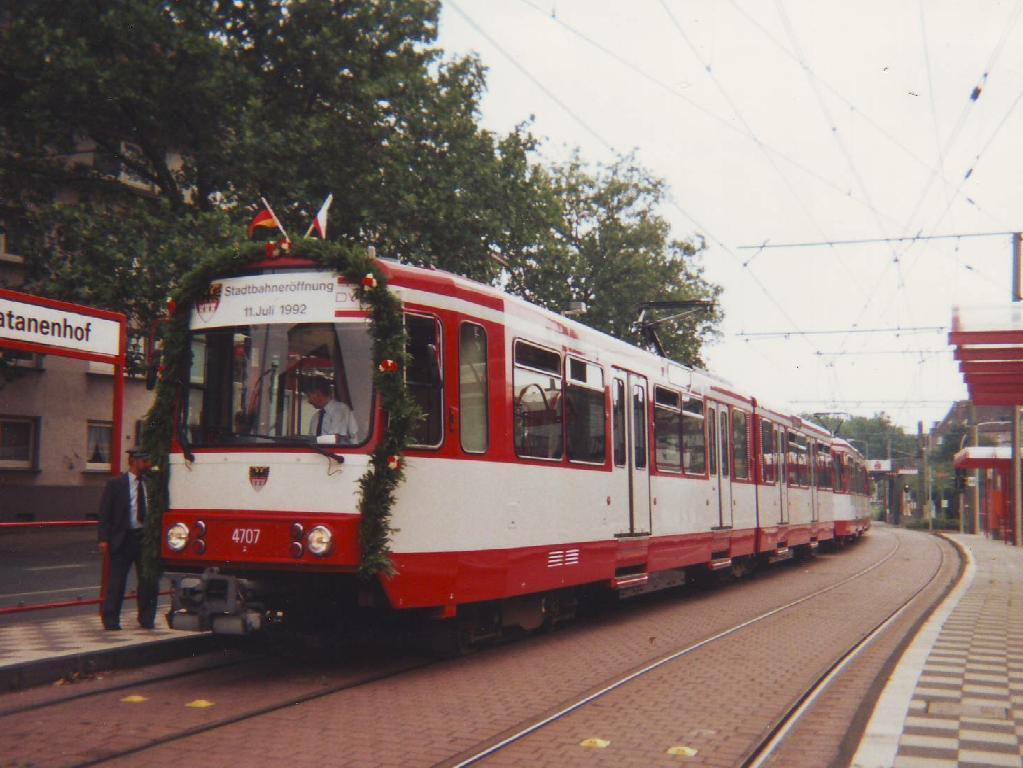
B-Wagen-Doppeltraktion der DVG am Eröffnungstag des Stadtbahntunnels in der Innenstadt am 11. Juli 1992

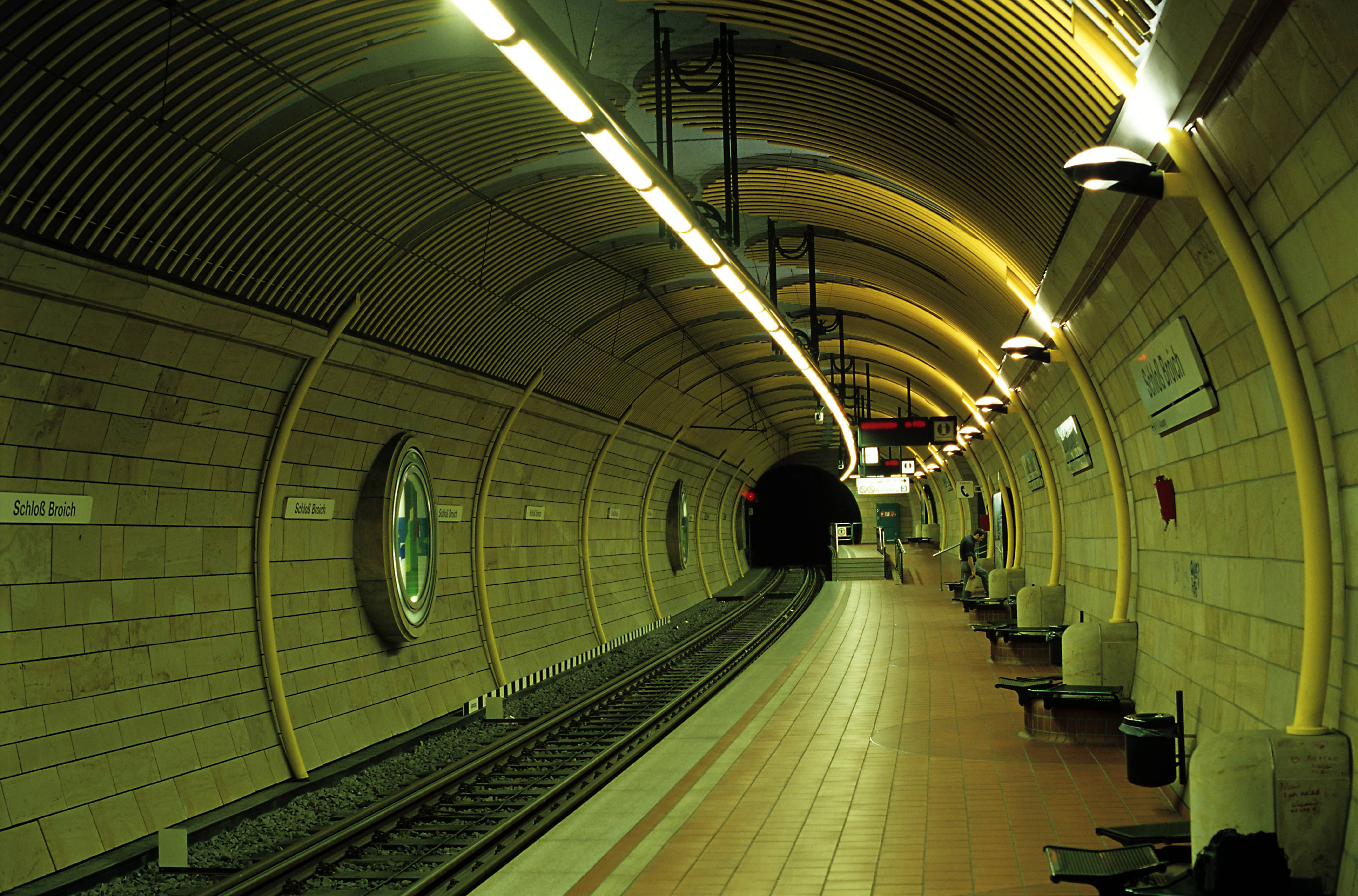
U-Bahn Haltestelle Schloss Broich, Mülheim, der nach Voll-U-Bahn-Normen projektierte Bahnsteig ist für den Straßenbahnvorlaufbetrieb abgesenkt

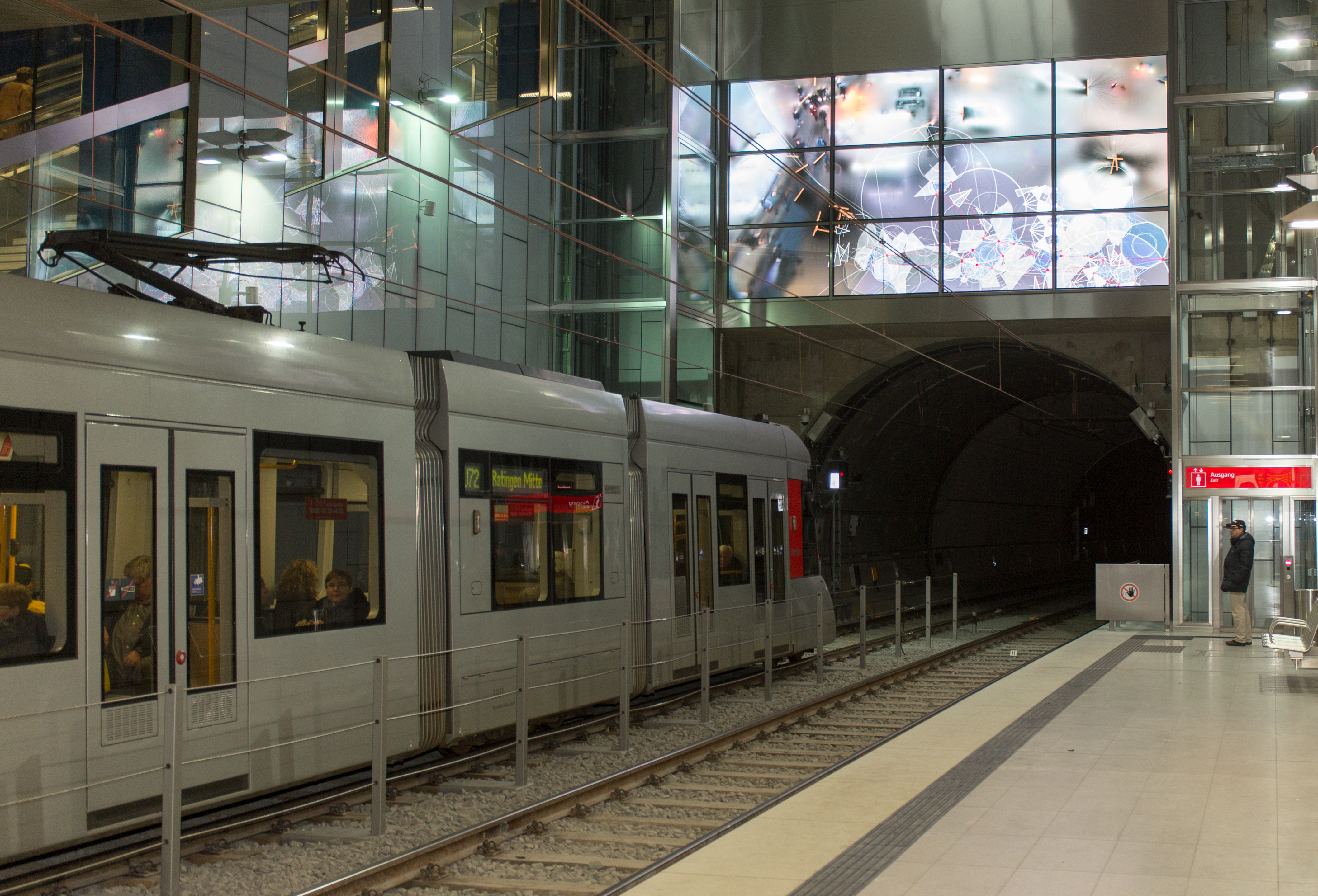
Der 2016 eröffnete U-Bahnhof Düsseldorf Schadowstraße mit einer Installation der Künstlerin Ursula Damm

Anfang der 1960er Jahre nahm der Straßenverkehr im Rhein-Ruhr-Gebiet wie auch in anderen Ballungsräumen zu. Stadtplaner und Politiker sahen die bestehenden Straßenbahnen als Hindernis für autogerechte Städte an und waren der Auffassung, es sei sinnvoll, diese innerstädtisch in den Untergrund zu verlegen, sofern sie nicht durch Buslinien ersetzt werden konnten.
Am 7. Juli 1969 gründeten die Städte Bochum, Castrop-Rauxel, Dortmund, Duisburg, Essen, Gelsenkirchen, Herne, Mülheim an der Ruhr, Oberhausen, Recklinghausen und Wattenscheid auf Drängen des Landes Nordrhein-Westfalen die Stadtbahngesellschaft Ruhr mbH. Am 3. Mai 1972 kamen Düsseldorf und Hattingen hinzu, seitdem firmierte der Zusammenschluss als Stadtbahngesellschaft Rhein-Ruhr mbH (SRR). Die Stadt Witten trat 1981 der Stadtbahngesellschaft bei, die Stadt Recklinghausen im Jahr 1982 wieder aus.
Die Planungen zur Stadtbahn Rhein-Ruhr sahen anfänglich ein etwa 300 Kilometer langes Stadtbahnnetz vor, das nach und nach das vorhandene Straßenbahnnetz ersetzen sollte. Diese Strecken sollten vorwiegend in Nord-Süd-Richtung verlaufen, während für die Ost-West-Richtung S-Bahn-Strecken geplant wurden. Dabei sollten die Kosten des Stadtbahnbaus hauptsächlich durch die Kommunen selbst getragen werden. Da der Zusammenbruch der Montanindustrie im Ruhrgebiet absehbar war, sollten die Tunnelbauprojekte als Nebeneffekt die Arbeitslosigkeit unter den Bergleuten senken.
Bei den Planungen wurden folgende Standards festgelegt:
- kreuzungsfreier Verlauf, in den Innenstädten primär in Tunnel, in der Peripherie auch an der Oberfläche,
- Hochbahnsteige für einen stufenlosen Einstieg in die Fahrzeuge (im Gegensatz zu den bei den Straßenbahnen üblichen flachen Bahnsteigen),
- Normalspur (1435 mm) mit Fernbahngeometrie.

Die meisten Straßenbahnnetze des Ruhrgebiets waren und sind bis heute meterspurig (1000 mm) mit Straßenbahnmaßen bei Radsätzen und Gleis. Damit Straßen- und Stadtbahn-Fahrzeuge auf einer gemeinsamen Strecke verkehren können, werden – entgegen ursprünglichen Plänen – einige Streckenabschnitte mit Drei- (Essen) oder gar Vierschienengleisen (Krefeld, Mülheim an der Ruhr) betrieben. Einige Abschnitte in Mülheim an der Ruhr, Bochum und Essen wurden noch in Meterspur gebaut und provisorisch in das Straßenbahnnetz integriert, lassen sich aber relativ einfach auf Normalspur umrüsten.
Von Beginn an sollten bestehende Strecken in das Stadtbahnnetz Rhein-Ruhr integriert und als Modellstrecken betrieben werden. Einige Varianten wurden daher im Vorfeld untersucht: die bereits 1898 eröffnete K-Bahn-Strecke von Düsseldorf nach Krefeld, die im Jahre 1900 in Betrieb genommene D-Bahn Düsseldorf–Duisburg sowie die Straßenbahnlinie 8/18 Essen–Mülheim, welche praktisch auf dem Grünstreifen des Ruhrschnellwegs, der heutigen Bundesautobahn 40, angelegt war. Die letztgenannte Verbindung wird gegenwärtig als U18 Berliner Platz – Mülheim Hbf betrieben.  Obwohl hier die meisten Umbauten erforderlich waren, wobei die Umspurung von Meter- auf Normalspur noch die geringste Arbeit darstellte, wurde diese Strecke als Modellstrecke des künftigen Netzes ausgesucht.

### Erste Erfolge

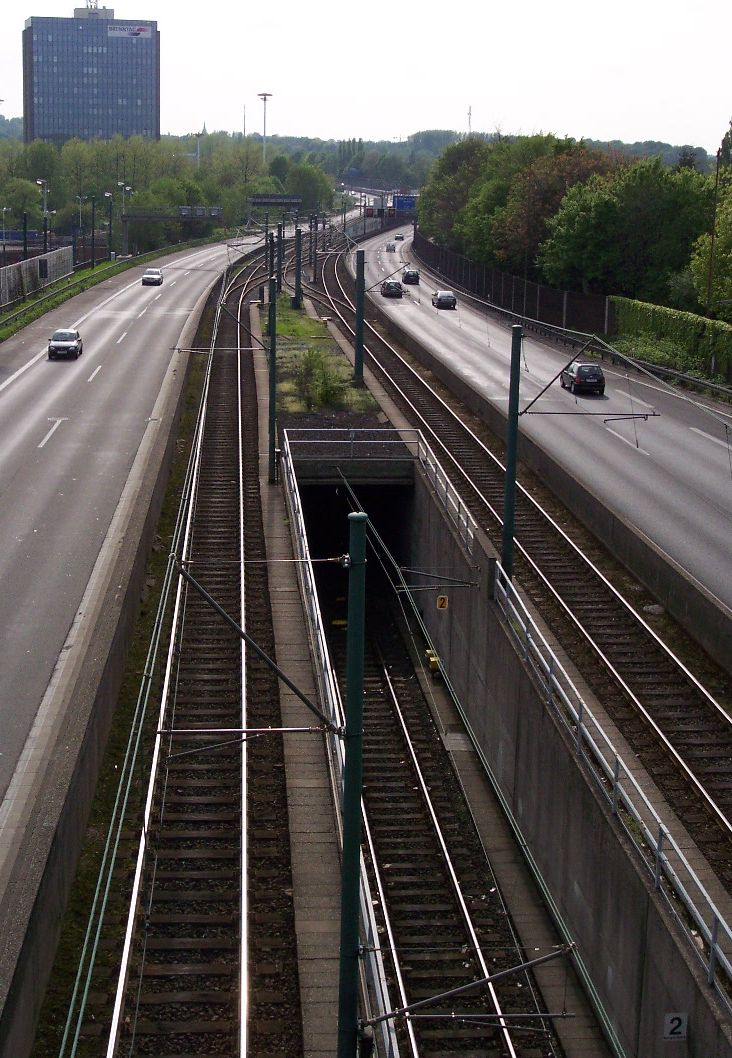
Stadtbahntrasse der U18 zwischen Essen und Mülheim inmitten des Ruhrschnellweges

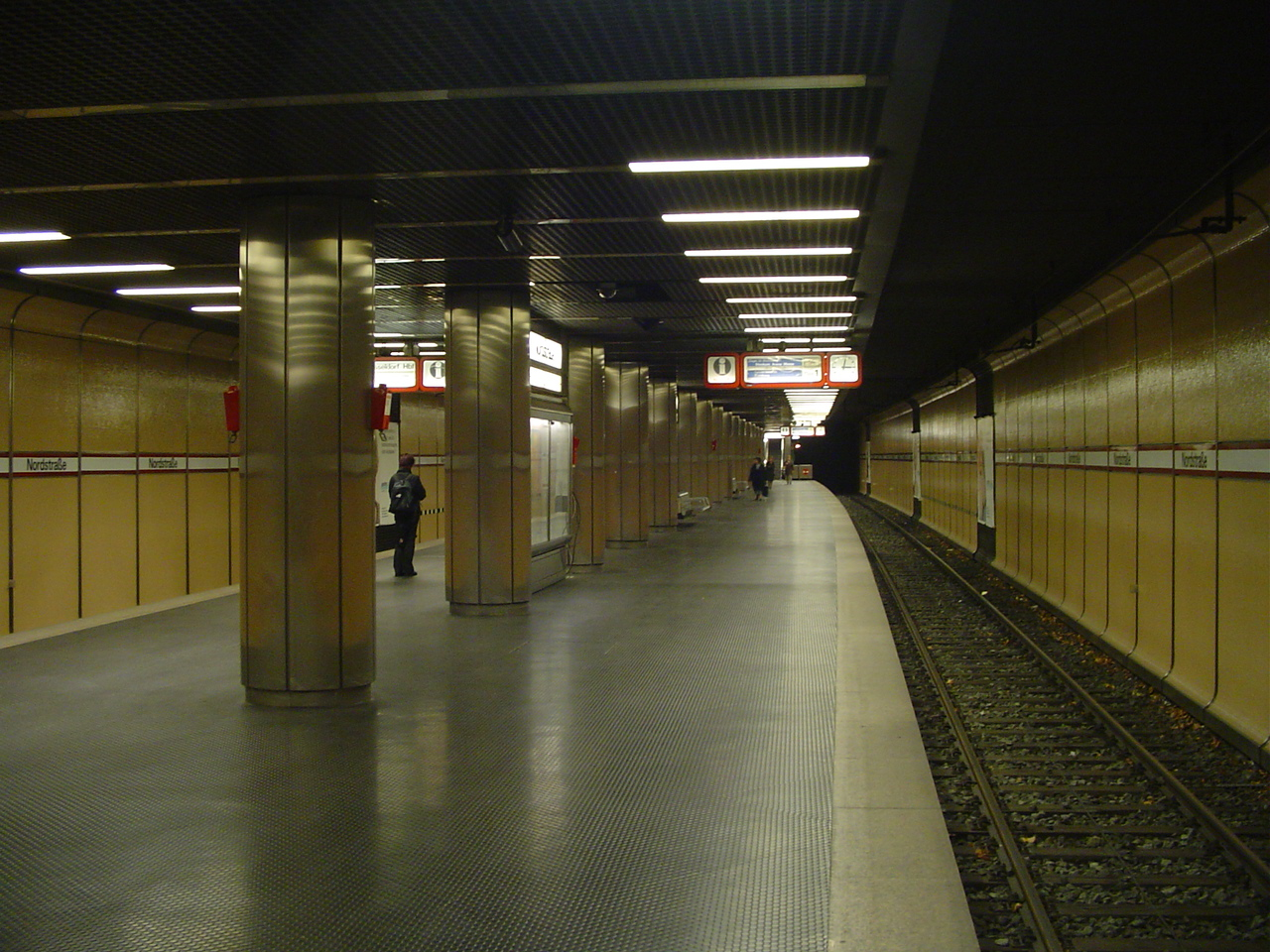
U-Bahnhof Nordstraße in Düsseldorf

Ab 1974 wurden die ersten Stücke der oberirdischen Modellstrecke in Duisburg Neuer Friedhof (Hochlage) eröffnet. Am 1. Juni 1977 konnte der erste Abschnitt der Modellstrecke zwischen Essen (Wiener Platz, heute Hirschlandplatz) und Mülheim-Heißen (Kirche) eröffnet werden. In kurzem Abstand folgten Erweiterungen in Richtung Berliner Platz im Norden und zum Mülheimer Hauptbahnhof. Zum Einsatz kamen dabei bereits in Köln eingesetzte Stadtbahnwagen Typ B, nachdem eine geplante Eigenentwicklung als Stadtbahnwagen A oder gar der Einsatz von Wagen der Berliner U-Bahn als wenig praktikabel erschien.

### Reduzierung der Planung
Die recht ehrgeizigen Pläne erwiesen sich als nicht so leicht zu verwirklichen, wie zunächst gedacht war. Eigentlich war beabsichtigt, bis zum Ende des 20. Jahrhunderts die meisten Vorhaben in Form einer vollwertigen U-Bahn realisieren zu können. Es musste jedoch sehr schnell festgestellt werden, dass weder dieser Zeitplan einzuhalten war noch die Finanzmittel ausreichten. Zum einen waren die Kosten erheblich höher als zunächst geplant und Fördergelder von Bund und Land wurden immer weiter reduziert, zum anderen traten Probleme beim Stadtbahnbau auf, die sich aus Bergsenkungen und -schäden ergaben.
Um bereits gebaute Tunnel nicht ungenutzt zu lassen, bis die komplette Strecke jeweils fertig war, entschied man sich, übergangsweise die bisherigen oberirdischen Straßenbahnlinien mit Hilfe neuer Rampen in die Tunnel zu verlegen (Stadtbahnvorlaufbetrieb). Wenn die Strecke fertiggestellt sei, versprachen Planer und Politiker, würden die Strecken auf Normalspur umgestellt und die Bahnsteige zu Hochbahnsteigen umgebaut. Das gelang nur in wenigen Fällen. Die Entwicklung der Niederflurwagen machte schließlich die ursprüngliche Idee der Hochbahnsteige zwecks stufenlosen Einstiegs überflüssig. Bei Neubaustrecken formierte sich mancherorts Protest gegen die von den Gegnern als „Panzerverladerampen“ bezeichneten Stationen. Dies führte z. B. in Essen-Karnap zum Verzicht auf eine ursprünglich an der Oberfläche geplante Stadtbahnhaltestelle.
Für den Ausbau des Stadtbahnnetzes waren fünf Betriebsbereiche vorgesehen: A für Düsseldorf/Duisburg, B für Essen/Mülheim, C für Bochum, D für Gelsenkirchen, E für Dortmund. In den abgesteckten Bereichen sollten die ersten Linien eingerichtet werden, die oft von Anfang an verbunden waren, so in den Bereichen A und B.
Das Stadtbahnnetz Rhein-Ruhr besteht heute immer noch aus fünf getrennten Bereichen, stadtgrenzüberquerende Linien sind kaum neu entstanden. Wegen Geldmangels wurden die ursprünglichen Stadtbahnpläne verringert, teilweise auf unbestimmte Zeit zurückgestellt. Die aufstrebenden Grünen plädierten Anfang der 1980er Jahre sogar für ein sofortiges Ende des Stadtbahnbaus. Der Fahrgastverband Pro Bahn forderte in einem Aufsehen erregenden Beschluss die qualifizierte Beendigung des Stadtbahnbaus Rhein/Ruhr, um die schon in Bau befindlichen oder gar halbfertigen Strecken halbwegs sinnvoll nutzen zu können.

### Neue Ideen

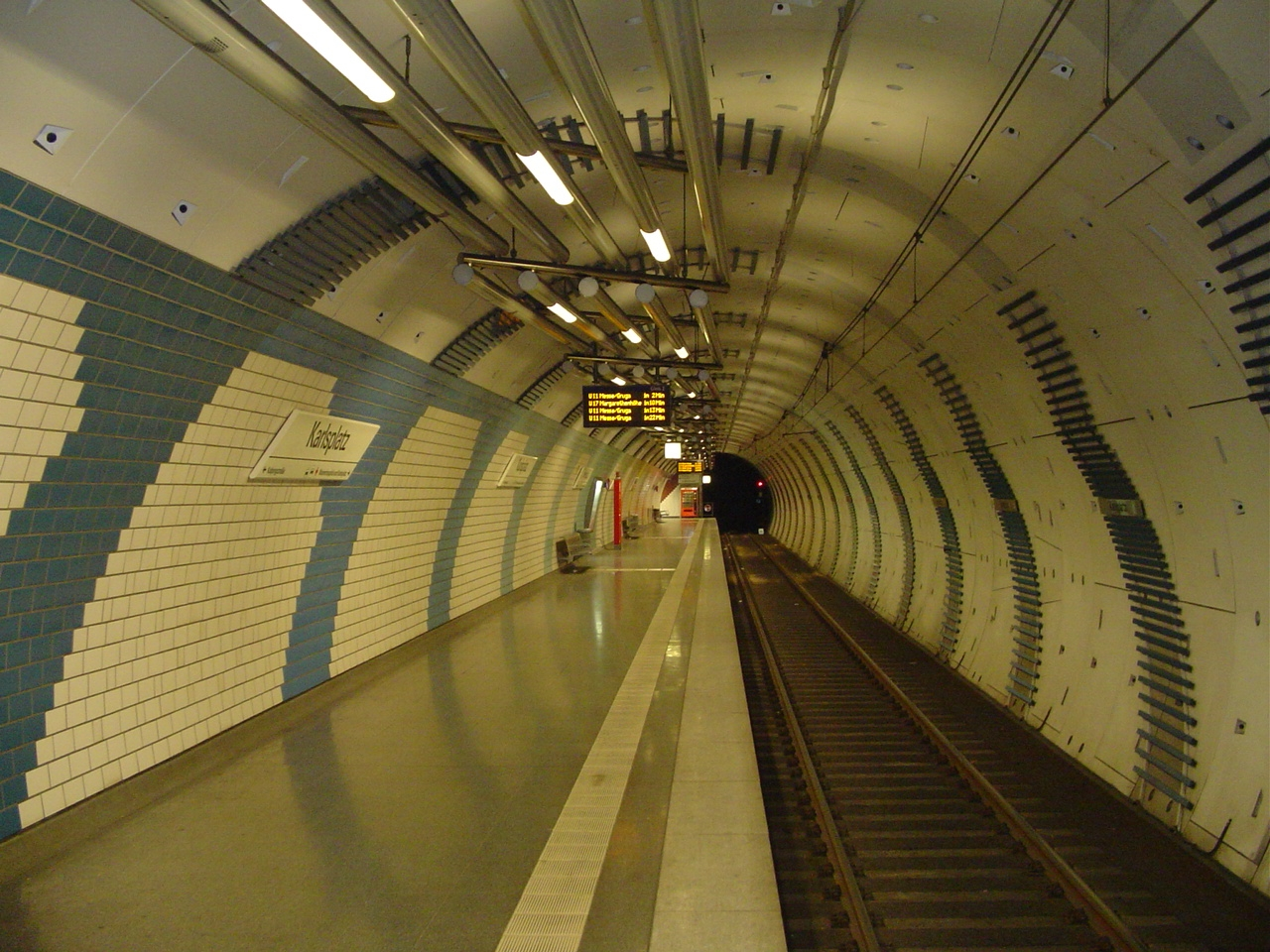
U-Bahnhof Karlsplatz in Essen

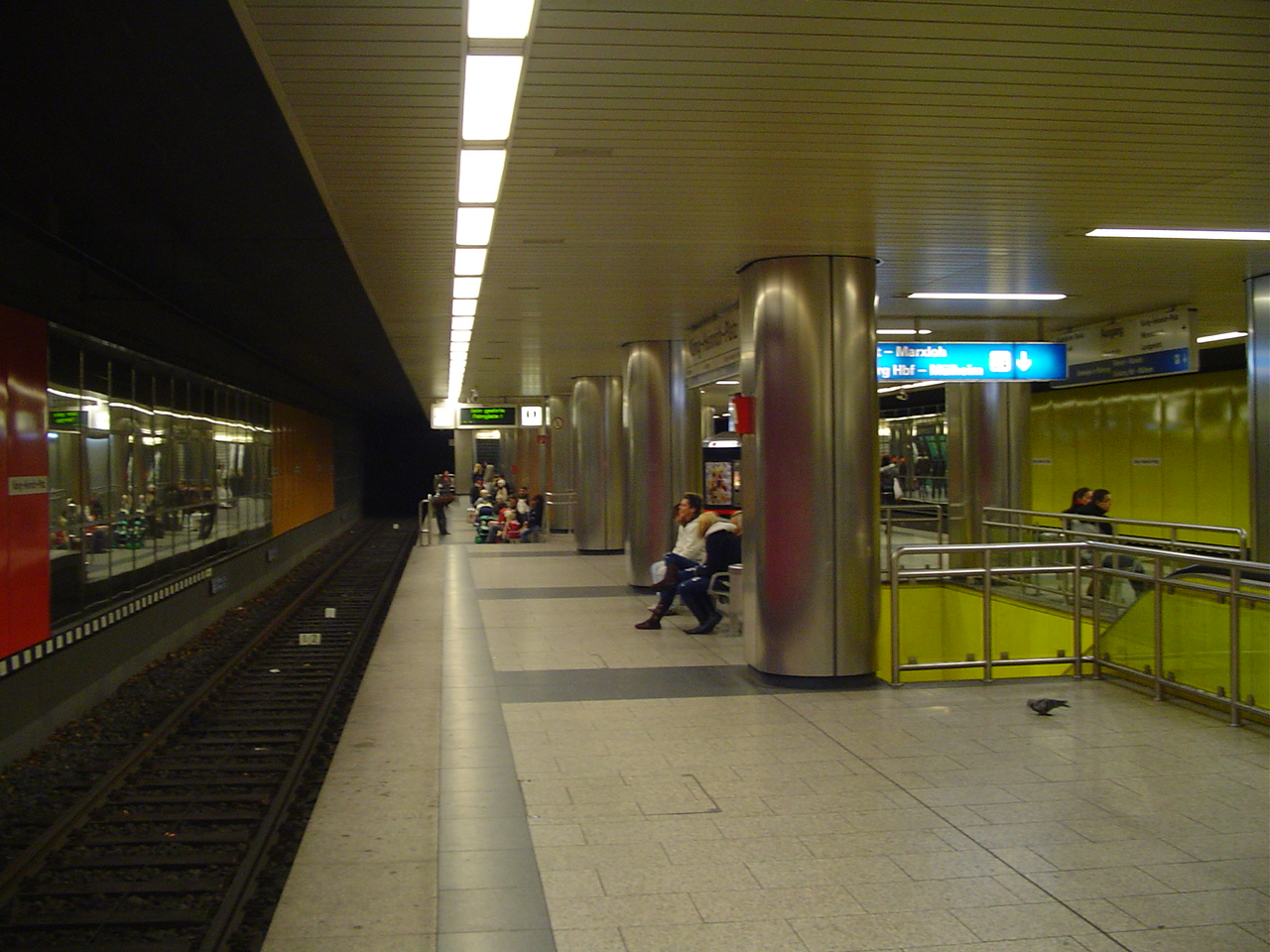
U-Bahnhof König-Heinrich-Platz in Duisburg

Diese Diskussion führte in Essen zu dem Entschluss, die Südstrecke der Stadtbahn Richtung Messe/Gruga und Bredeney dreischienig auszubauen und teilweise mit Stadtbahnwagen des Typs M zu befahren. Früheren Überlegungen zufolge sollte diese Zwischenlösung in näherer Zukunft aufgegeben werden. Die beiden meterspurigen Linien 101 und 107 wären dann bis zur Endhaltestelle „Bredeney“ durch eine normalspurige Hochflurlinie U12 ersetzt worden. Wegen der hohen Kosten wurden aber auch andere Lösungen erwogen. Ende November 2008 entschied sich der Stadtrat für den Beibehalt der Meterspur nach Bredeney. Vorweg gingen zudem etliche Bürgerproteste gegen diese Umspurung. Kurze Zeit nach dem Entschluss begannen die ersten Gleissanierungen. Die Bahnsteige von Saalbau bis Martinstraße sollten bis 2013 zu einem Drittel für Niederflurwagen abgesenkt werden. Der derzeit mögliche Einsatz von Dreiwagenzügen entfiele somit. Aktuell ist der Umbau der Südstrecke für Niederflurwagen wegen fehlender Finanzmittel auf das Jahr 2025 verschoben worden. Zu diesem Zeitpunkt soll nach Willen der Grünen auch die Zukunft des Normalspurbetriebes auf der Südstrecke neu diskutiert werden, um sie eventuell wieder auf Meterspur zurückzubauen. Damit würde auch der heutige Mischbetrieb entfallen.
In Bochum wurden nur die frühere Straßenbahnlinie 5 von Recklinghausen nach Bochum sowie die Neubautrasse der Schnellstraßenbahn zur Ruhr-Universität im Stadtteil Hustadt für den Stadtbahnbetrieb mit B-Wagen auf Normalspur ausgebaut. Die neue U 35 fährt aber nur bis Herne, da der Abschnitt Recklinghausen–Herne der ehemaligen Linie 5 bzw. (ab 1980) 305 zwischenzeitlich stillgelegt worden war und Recklinghausen aus der Stadtbahn-Gesellschaft Rhein-Ruhr austrat. Alle anderen Strecken der Bogestra sollen in Meterspur verbleiben, wie es auch in der Nachbarstadt Gelsenkirchen nunmehr vorgesehen ist. Allerdings sind die neuen Tunnelstrecken für den Ausbau auf Normalspur und somit auch für die normalspurige Stadtbahn vorbereitet.
Duisburg baute im Wesentlichen nur die Strecke der Linie D („D-Bahn“) Richtung Düsseldorf zur Stadtbahn aus.
In Dortmund ist der Stadtbahnbau mittlerweile weitgehend abgeschlossen. Seit Eröffnung der Tunnelstrecke in der Innenstadt in Ost-West-Richtung am 27. April 2008 verkehrt in Dortmund der gesamte schienengebundene ÖPNV in der Innenstadt unterirdisch. Auf der zuletzt eröffneten Ost-West-Strecke werden Niederflurwagen eingesetzt. Außerhalb der Dortmunder Innenstadt werden die beiden Stadtbahnlinien dieser Strecke auch weiterhin wie eine klassische Straßenbahn geführt. In der Diskussion ist nun noch eine Verlängerung der Linie U49 nach Dortmund-Wellinghofen und die der Linie U47 mit einem neuen Abzweig Dortmund-Kirchlinde.
Der U-Bahnhof Dortmund-Hauptbahnhof wird seit 2014 umgebaut und erweitert (Verbreiterung der Seitenbahnsteige, neuer Zugang, Fertigstellung voraussichtlich Ende 2019).
Die Düsseldorfer Stadtbahnstrecke „Wehrhahn-Linie“, die seit dem 21. März 2016 die letzten oberirdischen Straßenbahnstrecken durch die Altstadt ersetzt, erhielt ebenfalls nur Niederflurbahnsteige. Dazu wurden neue Niederflur-Stadtbahnwagen bestellt, die 2006 zunächst in den Versuchsbetrieb gingen. Eine weitergehende Diskussion über die Umstellung der bisherigen Strecken auf den Betrieb mit Niederflurwagen wurde nicht geführt.
Oberbau und Radsätze nach Fernbahnnorm wurden nur im Essener Normalspurnetz und bei der Bochumer Normalspurlinie U 35 eingeführt. Einen Mischbetrieb mit Radsätzen nach Straßenbahn- und Fernbahnnorm gibt es nur in Essen, wobei nur auf der Essener Dreischienengleisstrecke Richtung Bredeney und Gruga jeweils ein gemeinsamer Strang benutzt wird. Der technisch mit beweglichen Herzstücken mögliche und auch baulich vorbereitete Mischbetrieb zwischen Mülheim Hbf und Schloss Broich, der die Umsteigeverhältnisse auf der Relation Essen–Duisburg deutlich verbessert hätte, wurde aus Geldmangel und fehlendem politischen Interesse nie aufgenommen.

## Verwirklichte Stadtbahnlinien an Rhein und Ruhr
Das Stadtbahnnetz Rhein-Ruhr besteht zurzeit aus folgenden Linien:
| Linie | Route |
| Fahrplanbereich 1: Gelsenkirchen / Essen / Mülheim | Fahrplanbereich 1: Gelsenkirchen / Essen / Mülheim |
| --- | --- |
| U11 | GE-Horst (Buerer Str.) – E-Karnap – Altenessen – Berliner Platz – Essen Hbf – Rüttenscheid – Essen Messe/Gruga |
| U17 | Essen Karlsplatz – Altenessen – Berliner Platz – Essen Hbf – Holsterhausen – Essen Margarethenhöhe |
| U18 | Berliner Platz – Essen Hbf – Mülheim Rhein-Ruhr-Zentrum – Heißen – Mülheim Hbf |
| Fahrplanbereich 3: Bochum/Herne | |
| U35 | Bochum-Querenburg, Hustadt – Ruhr-Universität – Bochum Hbf – Riemke – Herne Bf – Schloss Strünkede |
| Fahrplanbereich 4: Dortmund | |
| U41 | Dortmund-Hörde Clarenberg – Hörde Bf – Willem-van-Vloten-Str. – Karl-Liebknecht-Str. – Märkische Str. – Markgrafenstr. – Dortmund Stadthaus – Stadtgarten – Kampstraße – Dortmund Hbf – Leopoldstr – Münsterstr. – Lortzingstr. – Immermannstr/Klinikzentrum Nord – Fredenbaum – Güterstr. – Zeche Minister Stein – Amtsstr. – Externberg – Grävingholz – Waldesruh – Maienweg – Wittichstr. – Brechten Zentrum – Oetringhauserstr. – Herrentheystr – Brambauer Krankenhaus – Brambauer Verkehrshof                                                  |
| U42 | Dortmund-Hombruch – Barop – Stadtgarten – Reinoldikirche – Schulte Rödding – Kirchderne – Grevel |
| U43 | Dorstfeld Betriebshof – Wittener Str. - Ottostr. - Ofenstr. - Heinrichstr. - Unionstr. – Westentor – Kampstraße – Reinoldikirche – Ostentor – Lippestr. – Funkenburg – Von-der-Tann-Str. – Berliner Str. – Am Zehnthof – Juchostr. – Rüschebrinkstr. – Pothecke – Knappschaftskrankenhaus – Oberdorfstr. – Brackel Kirche – Brackel Verwaltungsstelle – In den Börten – Döringhoff – Businkstr. – Asseln Aplerbecker Str. – Am Hagedorn – Ruckebierstr. – Zugstr. – Eichwaldstr. – Bockumweg – Wickede Post1 – Dollersweg – Dortmund-Wickede Bahnhof |
| U44 | Dortmund-Marten – Dorstfeld – Kampstraße – Reinoldikirche – Borsigplatz – Westfalenhütte |
| U45 | Dortmund Westfalenhallen – Markgrafenstr. – Dortmund Stadthaus – Stadtgarten – Dortmund Hbf (− Fredenbaum) |
| U46 | Dortmund Westfalenhallen – Saarlandstraße – Stadtgarten – Reinoldikirche – Brunnenstr. |
| Die Züge der Linien U 45 und U 46 fahren an der Station Westfalenhallen auf der jeweils anderen Linie weiter. Bei Veranstaltungen im Stadion fährt die U 45 zur sonst nicht genutzten Station Stadion. 1Bis zur Endhaltestelle Wickede Post fährt werktags nur jeder zweite Zug, Sonn- und Feiertags wird diese Haltestelle nicht bedient | |
| U47 | Dortmund-Westerfilde – Huckarde – Dortmund Hbf – Kampstraße – Stadtgarten – Dortmund Stadthaus – Märkische Str. – Voßkuhle – Hauptfriedhof - Aplerbeck |
| U49 | Dortmund-Hacheney – Markgrafenstr. – Dortmund Stadthaus – Stadtgarten – Dortmund Hbf (– Hafen) |
| Fahrplanbereiche 7, 8, 9 und 0: Düsseldorf, Neuss, Duisburg und Krefeld | |
| U70 | Expressfahrten: Düsseldorf Hbf – Heinrich-Heine-Allee – D-Lörick – Meerbusch – Krefeld, Rheinstraße (nur zur Hauptverkehrszeit) |
| U71 | (Rath –) Heinrichstraße – Wehrhahn S – Heinrich-Heine-Allee – Düsseldorf-Bilk S – Volmerswerth |
| U72 | Ratingen Mitte – Schlüterstraße/Arbeitsagentur – Wehrhahn – Heinrich-Heine-Allee – D-Bilk – Südpark – Holthausen – Benrath, Betriebshof |
| U73 | D-Gerresheim S – Schlüterstraße/Arbeitsagentur – Wehrhahn – Heinrich-Heine-Allee – D-Bilk – Universität Ost / Botanischer Garten |
| U75 | Neuss Hbf – Düsseldorf-Heerdt – Belsenplatz – Heinrich-Heine-Allee – Düsseldorf Hbf – Lierenfeld – Eller, Vennhauser Allee |
| U76 | Krefeld Rheinstraße – Meerbusch – D-Lörick – Heinrich-Heine-Allee – Düsseldorf Hbf – Oberbilk – Holthausen |
| U77 | Düsseldorf Am Seestern – Belsenplatz – Heinrich-Heine-Allee – Düsseldorf Hbf – Lierenfeld (nicht sonn- und feiertags) |
| U78 | Düsseldorf Hbf – Heinrich-Heine-Allee – Merkur Spiel-Arena/Messe Nord |
| U79 | Duisburg-Meiderich Bf – Duissern – Duisburg Hbf – Grunewald – Neuer Friedhof – DU-Huckingen – D-Wittlaer – Kaiserswerth – Heinrich-Heine-Allee – Düsseldorf Hbf (– Oberbilk S/Philipshalle – Kaiserslauterner Straße – Universität Ost/Botanischer Garten) |
| U83 | Gerresheim-Krankenhaus – Schlüterstraße/Arbeitsagentur – Wehrhahn – Heinrich-Heine-Allee – D-Bilk – Volmerswerth |

Daneben gibt es noch einige Straßenbahnlinien mit abgetrennten Abschnitten bzw. Tunnelabschnitten. Diese Linien werden aber mit Straßenbahnwagen befahren, die mit 2,3 Meter Wagenkastenbreite schmaler sind als die Stadtbahnwagen (mit üblicherweise 2,65 Meter Breite). Sie tragen dreistellige Liniennummern, während die Stadtbahnlinien zweistellige Nummern mit vorangestelltem „U“ haben. In Duisburg benutzen die Linien 901 und 903 zum Teil die Gleise der U 79. In Essen verkehren Straßenbahnenwagen auf Stadtbahnabschnitten mit Hochbahnsteigen, so dass Klapptrittstufen an den Fahrzeugen erforderlich sind. Die Straßenbahn Bochum/Gelsenkirchen befährt mit den Linien 301, 302, 306, 308, 310 und 318 einige Tunnelabschnitte. Den einst geplanten durchgehenden Verkehr von Düsseldorf nach Essen über Duisburg wird es vielleicht nie geben, da die Strecke zwischen Mülheim (Anschluss an die Essener Stadtbahn) und Duisburg (Anschluss an die Stadtbahn Düsseldorf/Duisburg) auf Dauer in Straßenbahnmanier verbleiben soll.
In Mülheim wird damit vermutlich auf Dauer (derzeit am Hauptbahnhof) von der Essener U 18 auf die Duisburger Straßenbahnlinie 901 umgestiegen werden müssen, obwohl beide normalspurig sind und der Tunnel unter der Innenstadt Mülheims durchgehend gebaut worden ist. Der Grund für diese Brechung liegt in der mangelnden finanziellen Bereitschaft der Städte, die technischen Unterschiede bei Radreifen und Zugbeeinflussung (Linienförmige Zugbeeinflussung für Duisburger Fahrzeuge) sowie dem Ausbaustand der Duisburger Straße in Mülheim-Speldorf zu überwinden. Ursprünglich war eine technische Lösung für einen solchen Mischbetrieb zumindest zwischen Schloss Broich und Mülheim Hbf vorgesehen, wurde jedoch, um Betriebskosten der zu verlängernden U 18 einzusparen, noch vor der Inbetriebnahme abgebrochen.

## In Bau befindliche Linien
| Stadt      | Linie     | Verlauf | Bemerkung                                |
| ---------- | --------- | --- | ---------------------------------------- |
| Dortmund   | Umbau Hbf | Umbau der Tunnelstation Dortmund Hbf, Bahnsteigerweiterung nach Osten und Süden, Verglasung der beiden Ebenen zwischen der DB und Verteilerebene DSW21 | geplante Fertigstellung 2022[veraltet]   |
| Düsseldorf | U81/U82   | Freiligrathplatz – Flughafen | geplante Fertigstellung II. Quartal 2026 |

## In Planung befindliche Linien
| Stadt      | Linie                                      | Verlauf                                                                              | Bemerkung                                           |
| ---------- | ------------------------------------------ | ------------------------------------------------------------------------------------ | --------------------------------------------------- |
| Dortmund   | Verlängerung U41                           | Clarenberg – Benninghofen                                                            |                                                     |
| Dortmund   | Verlängerung U44                           | Westfalenhütte – Warmbreitbandstraße                                                 | erster Bauabschnitt, Niederflurstadtbahn            |
| Dortmund   | Verlängerung U44                           | Warmbreitbandstraße – Kirchderne Bahnhof                                             | zweiter Bauabschnitt, Niederflurstadtbahn           |
| Dortmund   | Verlängerung U49                           | Hafen – Kirchlinde                                                                   | Neubau eines Streckenastes ab Hst. Huckarde Abzweig |
| Dortmund   | Verlängerung U49                           | Hacheney – Wellinghofen/Godekinstr.                                                  |                                                     |
| Düsseldorf | Verlängerung U73                           | Gerresheim(S) – Nach den Mauresköthen                                                | Niederflurstadtbahn                                 |
| Düsseldorf | Südverlängerung Tunnel Wehrhahn-Linie      | Suitbertusplatz – D-Bilk (S)                                                         |                                                     |
| Düsseldorf | Verlängerung Tunnel U78, U79, (U80), (U82) | Kennedydamm – Reeser Platz                                                           |                                                     |
| Düsseldorf | U80 – Messe Umfahrung                      | Ausfädelung Reeser Platz – Messe Süd/Congress Center – Merkur Spiel-Arena/Messe Nord |                                                     |
| Düsseldorf | U81/U82                                    | Ratingen West – Flughafen                                                            |                                                     |
| Düsseldorf | U78/U81                                    | Merkur Spiel-Arena/Messe Nord – Lörick – Neuss                                       |                                                     |
| Essen      | Verlängerung U11/U17                       | Messe/Margarethenhöhe – Hatzper Straße                                               |                                                     |

## Verworfene/Zurückgestellte Planungen (Auswahl)
| Stadt         | Linie                                 | Verlauf                                                                      | Bemerkung                        |
| ------------- | ------------------------------------- | ---------------------------------------------------------------------------- | -------------------------------- |
| Bochum        | Verlängerung U35                      | Hustadt – Fachhochschule                                                     |                                  |
| Dortmund      | U48                                   | Körne – Schüren                                                              | verworfen                        |
| Düsseldorf    | Ostverlängerung Tunnel Wehrhahn-Linie | D-Wehrhahn (S) – Grafenberger Allee / Schlüterstr.                           | indefinit zurückgestellt         |
| Duisburg      | Verlängerung Tunnel U79, 903          | Meiderich Bf – Landschaftspark Nord (1,8 km)                                 | durch Bezirksregierung abgelehnt |
| Duisburg      | Verlängerung Tunnel 901               | Rathaus – Kaßlerfeld (1 km)                                                  |                                  |
| Gelsenkirchen | Verlängerung Tunnel 301               | Verlängerung des bestehenden Stadtbahntunnels durch Erle                     | indefinit zurückgestellt         |
| Mülheim       | Verlängerung Tunnel 901, 102          | Verlängerung des Stadtbahntunnels nach Speldorf, bzw. Mitbenutzung durch U18 | indefinit zurückgestellt         |

### Entstehung der Stadtbahnlinien
Die heutigen Stadtbahnlinien basieren größtenteils auf ehemaligen Straßenbahnlinien, die vor der Zeit der Stadtbahnlinien verkehrten.
Die Liniennummern wurden dann einfach durch die üblichen U-Bezeichnungen ersetzt. Die bisher einzige Ausnahme ist die Linie U70, die als Ergänzung zur bereits bestehenden U-Bahn-Linie eingerichtet wurde.
Die Entstehung der einzelnen U-Bahn-Linien:
| Stadtbahnlinie | ersetzte Straßen- / Stadtbahnlinie | im Abschnitt                                  | am (Inbetriebnahme der Stadtbahn) | Bemerkungen Besonderheiten |
| -------------- | ---------------------------------- | --------------------------------------------- | --------------------------------- | --- |
| U11            | 111                                | E-Messe/Gruga – Rüttenscheid – Essen Hbf      | 31. Mai 1986                      | Straßenbahnverkehr Grugahalle–Gruga/Messe bereits seit dem 31. Mai 1981 wegen Umbauarbeiten eingestellt, Straßenbahnverkehr Essen Hbf – Saalbau – Rüttenscheider Stern seit 1985 wegen Umbauarbeiten eingestellt |
| U17            | 7/17                               | E-Margarethenhöhe – Holsterhausen – Essen Hbf | 27. November 1981                 | Straßenbahnverkehr seit dem 27. Mai 1977 wegen Umbauarbeiten eingestellt, Ersatz durch Buslinie 57/157 |
| U17            | 101/106                            | E-Altenessen Bf – Karnap – GE-Horst           | 30. September 2001                | Straßenbahnverkehr seit dem 23. April 1998 wegen Umbauarbeiten eingestellt, Ersatz durch Buslinie 111 |
| U18            | 8/18                               | Heißen Kirche – Essen Hbf                     | 28. Mai 1977                      | Straßenbahnverkehr seit Anfang April 1974 wegen Umbauarbeiten eingestellt, Ersatz durch Buslinie 58 |
| U18            | 8                                  | Heißen Kirche – Mülheim Hbf                   | 3. November 1979                  | |
| U35            | 305                                | Bochum Hbf – Riemke Markt – Herne Bf          | 2. September 1989                 | |
| U35            | 306                                | Bochum Hbf – Ruhr-Universität – Hustadt       | 27. November 1993                 | Straßenbahnverkehr im Abschnitt Ruhr-Universität–Hustadt bereits vorher wegen Umbauarbeiten eingestellt |

| heutige Stadtbahnlinie mit heutigem Linienweg | ehemalige Straßen- / Stadtbahnlinie mit damaligem Linienweg | Datum der Linienumstellung | Bemerkung |
| --- | --- | -------------------------- | --- |
| U41 Lünen-Brambauer – DO-Brechten – Fredenbaum – Dortmund Hbf – Märkische Straße – Hörde | 401 Lünen-Brambauer – DO-Brechten – Fredenbaum – Dortmund Hbf – Märkische Straße – Hörde | 27. Mai 1983               | |
| U42 Hombruch – Stadtgarten – Reinoldikirche – Brunnenstraße – Kirchderne – Grevel | 402 Hombruch – Stadtgarten – Kampstraße – Reinoldikirche – Kirchderne – Grevel | 26. September 1992         | Ab Stadtbahneröffnung nach Grevel fuhr auf der Strecke nach Hombruch vorübergehend eine neu eingerichtete Linie 408 (Hombruch – Wickede) über Stadtgarten oberirdisch, während die U42 in Stadtgarten unterirdisch hielt bzw. endete, bis der Tunnel nach Hombruch 2002 fertig gestellt war. |
| U43 Dortmund-Dorstfeld – Kampstraße – Reinoldikirche – Körne – Wambel – Brackel – Asseln – Dortmund-Wickede | 403 Dorstfeld – Kampstraße – Reinoldikirche – Körne – Wambel – Brackel – Asseln – Wickede | 27. April 2008             | |
| U44 Dortmund-Marten – Dorstfeld – Kampstraße – Reinoldikirche – Westfalenhütte | 404 Marten – Dorstfeld – Kampstraße – Reinoldikirche – Westfalenhütte | 27. April 2008             | |
| U45 Dortmund Hbf – Kampstraße – Stadtgarten – Westfalenpark – Westfalenhallen(/-stadion) | 405 (Mengede – Westerfilde – Huckarde –) Dortmund Hbf – Kampstraße – Stadtgarten – Westfalenpark (– Hacheney) | 27. Mai 1983               | die U45 fuhr früher Westerfilde – Hacheney, die Strecke Westerfilde – Dortmund Hbf wurde von der U47 übernommen. Die U45 fährt als U46 weiter Richtung Brunnenstraße, nur bei Großveranstaltungen zum Stadion. Die U45 hat bis Westfalenpark die gleiche Strecke wie die U49, zweigt dann ab Richtung Westfalenhallen/Stadion über eine ehemalige Betriebsstrecke (Brücke) zum Remydamm |
| U46 Dortmund Westfalenhallen – Polizeipräsidium – Stadtgarten – Reinoldikirche – Brunnenstraße | 403 (Westfalenstadion –) Westfalenhalle – Polizeipräsidium – Stadtgarten (– Kampstraße – Dortmund Hbf – Fredenbaum) 402 (Hombruch –) Stadtgarten – Kampstraße – Reinoldikirche – Brunnenstraße (– Kirchderne – Grevel)                                                 | 2. Juni 1996               | 406 fuhr ursprünglich zwischen Kirchderne (Schulte Rödding) und Hörde und als HVZ-Verstärker Grevel – Hörde: (Grevel –) Kirchderne – Brunnenstraße – Reinoldikirche – Märkische Straße – Hörde. Nach Eröffnung des Haupttunnels in der Stadtmitte am 2. Juni 1984 wurde die 406 auf die Relation (Grevel – Kirchderne –) Schulte Rödding – Stadtmitte – Westfalenstadion geändert, nach Einstellung der Linie 402 im September 1992 wurde die 406 als Ersatz für die 403 (Marten – Wickede) zwischen Marten und Westfalenstadion geführt. |
| U47 DO-Westerfilde – Huckarde – Dortmund Hbf – Märkische Straße – Aplerbeck | 405 Mengede Markt – Westerfilde – Huckarde – Dortmund Hbf (– Kampstraße – Stadtgarten – Westfalenpark – Hacheney) 407 Dortmund Hbf – Kampstraße – Stadtgarten – Märkische Straße – Aplerbeck                                                                           | 27. Mai 1983               | U47 fuhr vorübergehend Brambauer – Aplerbeck (Brambauer – Brechten – Fredenbaum – Dortmund Hbf – Kampstraße – Stadtgarten – Märkische Straße – Aplerbeck), übernahm dann die Strecke ab Westerfilde von der U45. Wegen des Baus der S-Bahn-Linie S2 wurde die U45 zwischen Westerfilde und Mengede stillgelegt. |
| U49 Dortmund Hbf – Kampstraße – Stadtgarten – Westfalenpark – Hacheney | 405 (Mengede – Westerfilde – Huckarde –) Dortmund Hbf – Kampstraße – Stadtgarten – Westfalenpark – Hacheney | 2. Juni 1984               | |
| U70 Düsseldorf Hbf – Meerbusch – Krefeld Schnellverkehr, nur während der Hauptverkehrszeit | Ergänzung zur Linie U76 | ?                          | |
| U71 D-Rath (S) – Heinrichstraße – D-Wehrhahn (S) – Heinrich-Heine-Allee – D-Bilk (S) – Volmerswerth | 701 D-Rath (S) – D-Derendorf (S) – Jan-Wellem-Platz – Allee – Südpark - Holthausen - Benrath, Betriebshof | 20. Februar 2016           | |
| U72 Ratingen-Mitte – Grafenberg – D-Wehrhahn (S) – Heinrich-Heine-Allee – D-Bilk (S) – Südpark – Holthausen – Benrath, Betriebshof                                                                                                  | 712 Ratingen-Mitte – Grafenberg – D-Wehrhahn (S) – Heinrich-Heine-Allee – D-Bilk (S) – Volmerswerth | 20. Februar 2016           | |
| U73 D-Gerresheim (S) – Grafenberg – D-Wehrhahn (S) – Heinrich-Heine-Allee – D-Bilk (S) – Südpark – Universität Ost/Botanischer Garten                                                                                               | 703 D-Gerresheim (S) – Grafenberg – D-Wehrhahn (S) – Heinrich-Heine-Allee – Kirchfeldplatz | 20. Februar 2016           | |
| U75 Neuss Hbf – D-Handweiser – Oberkassel – Heinrich-Heine-Allee – Düsseldorf Hbf – Lierenfeld – Eller Vennhauser Allee | 705 Neuss, Stadthalle – D-Handweiser – Oberkassel – Heinrich-Heine-Allee – Düsseldorf Hbf – D-Oberbilk (S) / Philipshalle / Abschnitt der Linie 707 zwischen Düsseldorf Hbf – Eller, dadurch Streckenänderung der Linie 707 in Richtung Universität Botanischer Garten | 26. Mai 1993               | |
| U76 D-Holthausen – Oberbilk (S) – Düsseldorf Hbf – Heinrich-Heine-Allee – Oberkassel – D-Lörick – Meerbusch – Krefeld | 76 Düsseldorf Hbf – Jan-Wellem-Platz – Oberkassel – D-Lörick – Meerbusch – Krefeld | 7. Mai 1988                | |
| U77 D-Am Seestern – Oberkassel – Heinrich-Heine-Allee – Düsseldorf Hbf – Lierenfeld | 717 (Meerbusch Hoterheide –) D-Lörick – Oberkassel – Heinrich-Heine-Allee – Düsseldorf Hbf – Oberbilk – Holthausen | 29. Mai 1994               | |
| U78 Düsseldorf Hbf – Heinrich-Heine-Allee – Stockum – Messe/Rheinstadion | 718 Düsseldorf Hbf – Jan-Wellem-Platz – Stockum – Messe/Stadion | 7. Mai 1988                | |
| U79 D-Universität Ost/Botanischer Garten – Südpark – D-Oberbilk (S) – Düsseldorf Hbf – Heinrich-Heine-Allee – Stockum – Kaiserswerth – D-Wittlaer – DU St.-Anna-Krankenhaus – König-Heinrich-Platz – Duisburg Hbf – DU-Meiderich Bf | 79 Düsseldorf Hbf – Jan-Wellem-Platz – Stockum – Kaiserswerth – D-Wittlaer – DU Albertus-Magnus-Straße – König-Heinrich-Platz – Duisburg Hbf | 7. Mai 1988                | |
| U83 Gerresheim, Krankenhaus – Grafenberg – D-Wehrhahn (S) – Heinrich-Heine-Allee – D-Bilk (S) – Volmerswerth | 713 Gerresheim, Krankenhaus – Grafenberg – D-Wehrhahn (S) – Heinrich-Heine-Allee – D-Bilk (S) – Universität Ost/Botanischer Garten | 20. Februar 2016           | |

### Historie der Stadtbahnlinien
Seit der Entstehung der einzelnen U-Bahn-Strecken haben sich im Laufe der Zeit Änderungen
ergeben. Die folgende Tabelle enthält allerdings nur Änderungen, die Streckenverläufe
und Haltestellen betreffen, jedoch keine Fahrtzeitanpassungen, Fahrplanänderungen o. ä.
| Datum              | Stadtbahnlinie | Änderung | Anmerkung |
| ------------------ | -------------- | --- | --- |
| 27. November 1981  | U18            | Verlängerung der Strecke innerhalb von Wiener Platz (heute Hirschlandplatz) bis zum Berliner Platz | keine |
| 1989               | U45            | Wegfall des Streckenabschnitts Mengede Markt – Westerfilde (S) | Durch S-Bahn Linie S2 ersetzt. (Westerfilde – Nette/Oestrich – Dortmund Mengede Bf.) |
| 11. Juli 1992      | U79            | Verlängerung nach Duissern, Änderung der Linienführung. Die Haltestelle Lehmbruck-Museum entfällt, dafür Einführung der Haltestellen Musfeldstraße, Platanenhof und Karl-Jarres-Straße sowie des U-Bahnhofs Duissern. | Die oberirdische Straßenbahnführung durch die Innenstadt wird durch eine neue Tunnelführung unterhalb der Innenstadt ersetzt Linien (U79, 901, 903) und rückgebaut                              |
| Mai 1994           | U41/U47        | Verlängerung nach Westerfilde | keine |
| Mai 1994           | U74 / U77      | Ersatz der damaligen Stadtbahnlinie 717, Einführung des neuen U-Bahnhofs Am Seestern zur besseren Anbindung der dortigen Buslinien und dem neugebauten Gewerbepark                                                    | keine |
| 1995               | U11            | Neue Endstelle Messe/Gruga | keine |
| 1996               | U42            | Verlängerung der Strecke zum neuen Endpunkt Städtische Kliniken | keine |
| 2. Juni 1996       | U46            | Neue Stadtbahnlinie in Tunnel 2 | zuerst Grevel – Polizeipräsidium, dadurch Rücknahme der U42 auf die Relation Brügmannplatz (sa/so: Brunnenstr.) – Städt. Kliniken                                                               |
| 1997               | U42            | Verlängerung von Brügmannplatz bis Brunnenstraße | neuer Linienweg: Brunnenstraße – Städt. Kliniken mit nur fünf Stationen (Brunnenstr., Brügmannplatz, Reinoldikirche, Stadtgarten, Städt. Kliniken)                                              |
| 24. Mai 1998       | U11            | Verlängerung zum neuen Haltepunkt Altenessen Bf | keine |
| 24. Mai 1998       | U17            | Wegfall der Endstelle Universität Essen, neuer Haltepunkt Berliner Platz | Mitbedienung der Universität durch die Verlängerung der Linie U17 |
| 24. Mai 1998       | U45, U46       | Verlängerung zum neuen Endpunkt Westfalenhallen | an der neuen Station wechseln die Wagen auf die jeweils andere Linie – U45 fährt weiter als Linie U46 und andersherum –, die Station Westfalenstadion wird nur noch bei Veranstaltungen bedient |
| 24. Mai 1998       | U49            | Wegfall des Abschnitts Brambauer – Fredenbaum | keine |
| 30. Mai 1999       | U74            | Verlängerung zur neuen Endhaltestelle Meerbusch, Görgesheide | keine |
| 28. Mai 2000       | U41            | Wegfall des Abschnitts Westerfilde – Dortmund Hbf | keine |
| 28. Mai 2000       | U45            | Wegfall des Abschnitts Fredenbaum – Dortmund Hbf, Linienwegänderung zum neuen Haltepunkt Hafen | keine |
| 17. November 1999  | U49            | Statt U45 nun U49 mit achtachsigen B-Wagen bis Brechten, Wegfall des Abschnitts Brambauer – Brechten (Stadtbahnausbau)                                                                                                | kein Stadtbahnverkehr nach Lünen-Brambauer wegen Bauarbeiten |
| 10. Juni 2001      | U75            | Wegfall der Bedienung in der Neusser Innenstadt, neue Endhaltestelle ist Neuss Hbf | einziger Schienenverkehr in der Neusser Innenstadt nur noch durch Linie 709 |
| 10. Juni 2001      | U79            | Verlängerung bis zur neuen Endhaltestelle Duisburg-Meiderich Bf | Mitbedienung der Linie 903, die dadurch erheblich schneller die Stammstrecke bedient |
| 30. September 2001 | U11            | Verlängerung der Strecke innerhalb von Altenessen bis zum Karlsplatz | keine |
| 30. September 2001 | U17            | Verlängerung der Strecke bis zur neuen Endstelle Gelsenkirchen Fischerstraße | Übernahme der Straßenbahnlinien 101 und 106 |
| 15. Juni 2002      | U74, U77       | Wegfall der Haltestelle Stahlwerkstraße | Der Schienenverkehr durch Oberbilk wird durch eine unterirdische Trasse ersetzt und rückgebaut, die Anbindung der Ortsteile Wersten und Oberbilk an die Innenstadt wird dadurch beschleunigt    |
| 16. Juni 2002      | U42            | Streckenwechsel mit der U46, die nun am U-Bf Brunnenstraße endet, sowie Streckenverlängerung zur neuen Endstelle Hombruch, Grotenbachstraße                                                                           | Wegfall der Straßenbahnlinie 408 zwischen Kampstraße und Hombruch |
| 2003               | U41            | Verlängerung bis zur neuen Endstelle Hafen | dafür Wegfall der Linie U45 |
| 2003               | U45            | Wegfall des Abschnitts Hafen – Dortmund Hbf | dafür Bedienung durch die Linie U41 |
| 6. Januar 2002     | U49            | Verlängerung bis Brambauer | Nach umfangreichen Bauarbeiten kann die Stadtbahn wieder den Ortsteil Brambauer mit dem Dortmunder Norden verbinden. Einsatz von achtachsigen Stadtbahnwagen B.                                 |
| 2003               | U79            | Verlängerung bis Kaiserslauterner Straße | Bedienung nur mo–fr zur HVZ, nicht an schulfreien Tagen |
| 13. Juni 2004      | U17            | Verlängerung bis Buerer Straße | keine |
| 24. September 2009 | U74            | Verlängerung bis Benrath, Betriebshof | 20-Minuten-Takt |
| 30. August 2010    | U79            | Verlängerung der Linie bis Universität Ost / Botanischer Garten | nur montags bis freitags 6–19 Uhr |
| 07. Januar 2024    | U71            | Tausch des südlichen Streckenabschnitts mit U72 (von Benrath, Betriebshof zu Volmerswerth) | 20-Minuten-Takt |
| 07. Januar 2024    | U72            | Tausch des südlichen Streckenabschnitts mit U71/U83 (von Volmerswerth zu Benrath, Betriebshof) | 10-Minuten-Takt |
| 07. Januar 2024    | U74            | Betrieb eingestellt | 20-Minuten-Takt |
| 07. Januar 2024    | U83            | Tausch des südlichen Streckenabschnitts mit U72 (von Benrath, Betriebshof zu Volmerswerth) | 20-Minuten-Takt |
| 07. Januar 2024    | U76            | Verlängerung im Süden über Oberbilk bis Holthausen, als Ersatz für entfallene U74 | 10-Minuten-Takt (zwischen Lörick und Holthausen) |
| 07. Januar 2024    | U77            | Verlegung des südlichen Streckenabschnitts von Holthausen nach Lierenfeld, Betriebshof | 10-Minuten-Takt (neu) |

Die bereits 1901 eröffnete Wuppertaler Schwebebahn ist seit dem VRR-Verbundstart im Jahr 1980 als Linie 60 ebenfalls in das Liniennummernsystem der Stadtbahn Rhein-Ruhr integriert, jedoch als einzige ohne das Präfix U.

## Stadtbahnwagen auf dem Netz Rhein/Ruhr
| Stadt                       | Typ       | Baujahr   | Fahrzeugnummer | Bemerkungen |
| --------------------------- | --------- | --------- | -------------- | --- |
| Bochum                      | B80D      | 1989–1993 | 6001–6025      | ohne Klappstufen, Außenschwingtüren |
| Bochum                      | Tango     | 2007–2008 | 6026–6031      | |
| Bochum                      | Tango     | 2020–2021 | 6241–6246      | |
| Dortmund                    | B80C (B6) | 1986–1993 | 301–343        | 343 von 1998 bis 2000 versuchsweise als Achtachser mit Kunststoffmittelteil |
| Dortmund                    | B80C (B8) | 1993–1994 | 344–354        | als Sechsachser geliefert, 1996 Umbau zu Achtachsern (B8), 348 als erstes modernisiertes Fahrzeug im Sommer 2024 in Dortmund eingetroffen                                                                                    |
| Dortmund                    | B80C (B8) | 1998–1999 | 355–364        | ab Werk als Achtachser geliefert |
| Dortmund                    | B100S     | 1974      | 401–410        | zweiteil. Frontscheibe, ex Bonn, bis 2024 ausgemustert und bis auf drei Fahrzeuge verschrottet (Veräußerung der verbleibenden Fahrzeuge an die Berufsfeuerwehr vorgesehen)                                                   |
| Dortmund                    | NGT8      | 2007–2013 | 1–47           | Auslieferung ab September 2007; im Einsatz auf den Niederflurlinien U43 und U44 |
| Dortmund                    | B80D      | 2021–2026 | 365–398        | Neue B-Wagen-Serie, hergestellt von HeiterBlick; Aufnahme des Fahrgastbetriebs am 23. April 2024 |
| Düsseldorf                  | GT8SU     | 1973–1974 | 3101–3104      | Falttüren, Mittelteil als Speisewagen, 1981 Umbau aus GT8S, ausgemustert |
| Düsseldorf                  | GT8SU     | 1973–1974 | 3201–3236      | Falttür, 1981 Umbau aus GT8S |
| Düsseldorf                  | B80D      | 1981      | 4002–4012      | Falttüren |
| Düsseldorf                  | B80D      | 1986      | 4101–4104      | Falttüren, Speiseabteil |
| Düsseldorf                  | B80D      | 1986–1990 | 4201–4288      | Falttüren |
| Düsseldorf                  | NF8U      | 2006–2007 | 3301–3315      | Niederflurfahrzeuge für die Wehrhahn-Linie |
| Düsseldorf                  | HF6       | 2018–2025 | 4301-4259      | Schwenkschiebetüren |
| Duisburg                    | B80C      | 1984      | 4701–4714      | Falttüren |
| Duisburg                    | B80C      | 1984      | 4715–4718      | Falttüren, Umbau aus Speisewagen, nur drei Doppeltüren je Seite |
| Essen                       | B80C      | 1976      | 5101–5111      | Schwenkschiebetüren, zweiteilige Frontscheibe, Umbau aus B100S 5001–5011 |
| Essen                       | B80C      | 1978      | 5121–5128      | Falttüren, zweiteilige Frontscheibe, Umbau aus B100S 5021–5028 |
| Essen                       | B80C      | 1985      | 5141–5145      | Falttüren |
| Essen                       | P86       | 1986      | 5211           | ohne Klappstufen, Innenschwenktüren, 1992 ex London Docklands Light Railway, Hersteller: LHB, Umbau von Stromschienen- auf Oberleitungsbetrieb und mit Führerständen, als letzter nicht erneut umgebauter Wagen verschrottet |
| Essen                       | P86U      | 1986      | 5231–5240      | Umbau aus P86 5201–5210. |
| Essen                       | P89       | 1989      | 5221–5230      | ohne Klappstufen, Schiebetüren, 1994 ex London Docklands Light Railway, Hersteller: British Rail Engineering Ltd. (BREL), Umbau von Stromschienen- auf Fahrleitungsbetrieb mit Führerständen                                 |
| Essen & Mülheim an der Ruhr | HF1       | 2024-2026 | 5301-5351      | Hergestellt von Construcciones y Auxiliar de Ferrocarriles (CAF); ohne Klappstufen |
| Mülheim an der Ruhr         | B100S     | 1976      | 5012–5013      | Schwenkschiebetüren, zweiteilige Frontscheibe, 5012 im Jahr 2023 verschrottet, 5013 abgestellt als Ersatzteilspender |
| Mülheim an der Ruhr         | B100S     | 1976      | 5014–5016      | Schwenkschiebetüren, zweiteilige Frontscheibe |
| Mülheim an der Ruhr         | B80S      | 1985      | 5031–5032      | Schwenkschiebetüren |

## Weblink
- Stadtbahn Rhein-Ruhr (private Homepage)